# Heino von Heimburg
 (décembre 2012).
Si vous disposez d'ouvrages ou d'articles de référence ou si vous connaissez des sites web de qualité traitant du thème abordé ici, merci de compléter l'article en donnant les références utiles à sa vérifiabilité et en les liant à la section « Notes et références ».
Heino von Heimburg, né à Hanovre le 24 octobre 1889 et mort près de Stalingrad en octobre 1945, est un officier des sous-marins allemands de la Première Guerre mondiale. Juge dans un tribunal nazi, pendant la Seconde Guerre mondiale, il est recherché comme criminel de guerre et meurt dans un camp soviétique.

## Famille
Heino est issu de la famille noble von Heimburg (de) et est le fils du major général prussien Paul von Heimburg (de) (1851-1936) et de son épouse Cornelia, née Schädtler (1861-1938). Son frère Erik (de) (1892-1946) devient major général de la police.

## Première Guerre mondiale
- 10 juin 1915 : au large de Porto di Piave Vecchia (Adriatique du Nord), l'enseigne de vaisseau de 1re classe von Heimburg, commandant l'U-Boot UB-15, coule le sous-marin italien Medusa dont il prend les six survivants à son bord.
- 6 juillet 1915 : au large de Venise, Heimburg, commandant l'U-Boot UB-14, sous pavillon autrichien, torpille et coule le croiseur cuirassé italien Amalfi (classe Pisa) dont 500 marins sont sauvés sur 650 hommes d'équipage.
- 13 août 1915 : en mer Égée, Heimburg (UB-14) torpille le transport de troupes HMT Royal Edward, en route pour Madras. Ce paquebot canadien coule en six minutes, avec mille soldats et 132 hommes d'équipage.
- Quelques jours plus tard, Heimburg (UB-14) torpille le HMT Southland (autre paquebot canadien) qui transporte des troupes australiennes à Gallipoli. Environ 30 morts. Les autres soldats ou matelots sont transbordés par des navires alliés.
- 4 septembre 1915 : pris dans le filet anti-sous-marins de Nagara Point (Dardanelles), le sous-marin HMS E7 est signalé à Heimburg dont l'U-Boot est en réparations à Çanakkale. Arrivé sur les lieux à bord d'un petit canot, Heimburg mouille une charge dont la détonation force l'Anglais à faire surface. Ayant sabordé leur navire, les sous-mariniers britanniques sont faits prisonniers de guerre.
- 5 novembre 1915 : dans la mer de Marmara, Heimburg (toujours sur le UB-14) coule le sous-marin britannique HMS E20 dont il prend les 9 survivants (sur 31 hommes d'équipage) à son bord.
- 19 juin 1917 : commandant l'U-Boot UC-22, au large du cap Bon, Heimburg tire deux torpilles contre le sous-marin français Ariane. Huit rescapés (sur 29 hommes d'équipage) sont recueillis par le torpilleur Bourrasque.
- 11 août 1917 : l'enseigne de vaisseau de 1re classe von Heimburg reçoit l'ordre Pour le Mérite.

## Seconde Guerre mondiale
En 1937, le vice-amiral von Heimburg est juge au Reichskriegsgericht (tribunal militaire du Reich). Dès 1943, il siège au 2e sénat du Volksgerichtshof, chambre itinérante chargée de la répression contre les étrangers travaillant en Allemagne et les résistants déportés en vertu du décret Nuit et brouillard. Les autres juges sont Hermann Stutzer, général de la Luftwaffe, Hans Kleeberg, chef Hitlerjugend, et le chef SA Kurt Lasch (de). Le président est Wilhelm Crohne.
En 1945, Heimburg est arrêté par les Britanniques, puis relâché. À la demande des autorités françaises, il est recherché comme criminel de guerre, pour son rôle dans le procès Kontinent (Combat Zone nord), mais en vain. Enlevé par les Soviétiques, il est mort dans un camp de prisonniers de guerre allemands, près de Stalingrad.

## Distinctions
- Croix de fer (1914) II. und I. Klasse
- Ritterkreuz des Königlichen Hausordens von Hohenzollern mit Schwertern
- U-Boot-Kriegsabzeichen (1918)
- Pour le Mérite (11 août 1917)
- Ritterkreuz II. Klasse des Oldenburgischen Haus- und Verdienstordens des Herzogs Peter Friedrich Ludwig mit Schwertern
- Croix de Frédéric-Auguste 1re classe
- Chevalier de l'ordre impérial de Léopold
- Ordre de la Couronne de fer de 3e classe avec décoration de guerre
- Médaille d'argent de distinction (de) avec sabre
- Médaille d'or Liakat avec sabre
- Croix de chevalier de l'Ordre du mérite militaire avec couronnes